# 黄花斑鸠菊
黄花斑鸠菊（学名：Vernonia henryi）是菊科班鸠菊属的植物，是中国的特有植物。分布于中国大陆的云南等地，生长于海拔1,200米至1,400米的地区，一般生于山坡阳处，目前尚未由人工引种栽培。